# Roberto de Assis Moreira
Pour les articles homonymes, voir Assis et Moreira.
Roberto de Assis Moreira né à Porto Alegre, au Brésil, nommé Roberto Assis, est le frère aîné de Ronaldinho. C'est un ancien footballeur professionnel sortant d'une famille modeste dont le père fut, dans les années 1970, un milieu offensif de bon niveau évoluant au club amateur local, le Cruzeiro. Il faisait métier de soudeur et arrondissait ses fins de mois en surveillant les voitures du parking du Gremio Porto Alegre.

## Biographie

### Footballeur
Il est de taille plus modeste que son petit frère Ronaldinho avec ses 171 cm.
Il effectue un premier passage au FC Sion entre 1992 et 1995. Il évolue ensuite une saison au Sporting (1995-1996), avant de revenir deux saisons durant au FC Sion (1996-1998). Durant la saison 1996-1997, il gagne le titre de champion suisse avec Sion, le deuxième de l'histoire du club. Il gagne également la Coupe suisse à deux reprises, en 1995 et en 1997. Il était promis à une belle carrière mais une grave blessure au genou l'a freinée, et sa fin de carrière a été un peu débridée, avec des changements de club fréquents : Consadole Sapporo – Japon (1998-1999), U.A. Guadalajara – Mexique (1999-2000), Corinthians-Sao Paolo (2000-2001), Montpellier (2001-2002).

### Agent de joueurs
Il est maintenant agent de joueurs, et il s'occupe aussi bien sûr de son petit frère. Le père de Roberto et Ronaldinho décéda tragiquement d'un accident domestique en 1988, et le grand frère Roberto devint un peu le nouveau père de la famille, et le mentor de Ronaldinho. Partout où Ronaldinho se promène, Roberto n’est pas loin.
En avril 2012, il est condamné à cinq ans et cinq mois de prison pour blanchiment d'argent et évasion fiscale.

## Palmarès
- Vainqueur de la Coupe de Suisse : 1995 FC Sion  Suisse.
- Vainqueur de la Coupe de Suisse : 1997 FC Sion  Suisse.
- Champion de Suisse : 1997 FC Sion  Suisse.